# 天主教路易港教區
天主教路易港教區（拉丁語：Dioecesis Portus Ludovici）是毛里求斯一個羅馬天主教教區，直屬教廷。

## 歷史
1819年成立毛里求斯宗座代牧區，1847年12月7日升為教區。

## 概況
教區範圍包括毛里求斯島和阿加萊加群島。2004年有教友278,251人（佔轄區總人口24.3%）、四十六個堂區、九十七名司鐸。現任教區主教為莫里斯·皮亞。